# 7046 Reshetnev
A 7046 Reshetnev (ideiglenes jelöléssel 1977 QG2) a Naprendszer kisbolygóövében található aszteroida. Nyikolaj Sztyepanovics Csernih fedezte fel 1977. augusztus 20-án.